# Deutsche Feldhandball-Meisterschaft 1947 – Offene Meisterschaft der Britischen Besatzungszone
Die Deutsche Feldhandball-Meisterschaft 1947 war die erste Deutsche Meisterschaft im Feldhandball nach dem Zweiten Weltkrieg, sie wurde als Interzonenmeisterschaft der stärksten Vereine der Amerikanischen Zone, der Britischen Zone sowie West-Berlins ausgetragen, die drei teilnehmenden Vereine waren über regionale Meisterschaftsrunden ermittelt worden. Die Spiele fanden zwischen dem 20. Juli und dem 3. August 1947 statt. Ausrichter war der „Deutsche Arbeitsausschuß für Handball in der Britischen Zone“ (DAH, DAHBZ), die Vorläuferorganisation des „Deutschen Arbeitsausschusses für Handball“ (DAH), der 1948 und 1949 die Meisterschaft ausrichtete und schließlich des Deutschen Handballbunds (DHB). Das Endspiel fand am 3. August 1947 vor 35.000 Zuschauern im Oberhausener Stadion Niederrhein statt.
Erster Deutscher Meister der Nachkriegszeit wurde der RSV Mülheim, der das Endspiel gegen den SV Waldhof Mannheim mit 8:6 gewann.

## Turnierverlauf
Die drei qualifizierten Mannschaften – der RSV Mülheim (Britische Zone), der SV Waldhof Mannheim (Amerikanische Zone, Sieger der Interzonalen Meisterschaft 1946) sowie die SG Spandau-Neustadt (West-Berlin) – ermittelten in einer Vorrunde „jeder gegen jeden“ die Teilnehmer am Endspiel. Da sowohl der RSV Mülheim als auch der SV Waldhof Mannheim ihre Spiele gegen die SG Spandau-Neustadt gewannen, erübrigte sich die Begegnung zwischen Mülheim und Mannheim in der Vorrunde. Im Endspiel setzte sich Mülheim durch, quasi in einem Heimspiel für die Rasensportler im Stadion der Nachbarstadt Oberhausen.
Vorrunde
20. Juli
RSV Mülheim – SG Spandau-Neustadt: 17:7
22. Juli
SV Waldhof Mannheim – SG Spandau-Neustadt: 9:4
nicht durchgeführt: SV Waldhof Mannheim – RSV Mülheim
Endspiel
3. August
RSV Mülheim – SV Waldhof Mannheim: 8:6 (Halbzeit: 4:2)

## Die Vorgeschichte – Feldhandball-Meisterschaft der Britischen und der Amerikanischen Besatzungszone 1946
Feldhandball wurde in Deutschland wieder gespielt, sobald die alliierten Besatzungsbehörden in ihren jeweiligen Zonen die Vereine wieder zuließen und die Veranstaltung von Turnieren gestatteten. Der Sporthistoriker Erik Eggers fasst in seinem Standardwerk zum Handball in Deutschland zusammen, dass schon wenige Wochen nach Kriegsende wieder Nachrichten über Freundschaftsspiele aus allen Besatzungszonen vorliegen. In der Britischen Zone bspw. waren die Aktivitäten von Sportvereinen durch Besatzungsdirektiven 1945 noch auf die örtliche bzw. die Kreisebene beschränkt worden, im Sommer 1946 wurde aber bereits wieder eine Regional-Meisterschaft ausgetragen, ebenso wie in der Amerikanischen Zone, und es wurde eine gemeinsame Zonenmeisterschaft ausgespielt:
In der Britischen Besatzungszone hatte 1946 der Sportring 33 Gevelsberg den Flensburger TB im Finale mit 11:7 besiegt; im anschließenden Endspiel der Zonenmeister in Hagen gewann der Meister der Amerikanischen Zone, der SV 07 Waldhof, gegen Gevelsberg mit 11:4.
Im Herbst 1946 wurde in Hamburg ein „Deutscher Arbeitsausschuß für den Handball in der britischen Zone“ gegründet, Vorläufer des DAH und danach des DHB; und von 1947 an gab es wieder geregelte Meisterschaftsrunden im Feldhandball.